# Michele De Pietro
Michele De Pietro (Cursi, 26 febbraio 1884 – Lecce, 7 ottobre 1967) è stato un politico e avvocato italiano.

## Biografia
Laureatosi in giurisprudenza a Roma nel 1906, svolse l'attività forense finché nel 1915 venne chiamato alle armi come capitano di fanteria. Nel 1920 aderì al Partito Liberale Italiano e fu ostile al fascismo, tanto da essere arrestato nel 1942. Nel 1945, divenuto membro della Consulta Nazionale, passò dal PLI alla Democrazia Cristiana, con cui fu eletto deputato nel 1946.

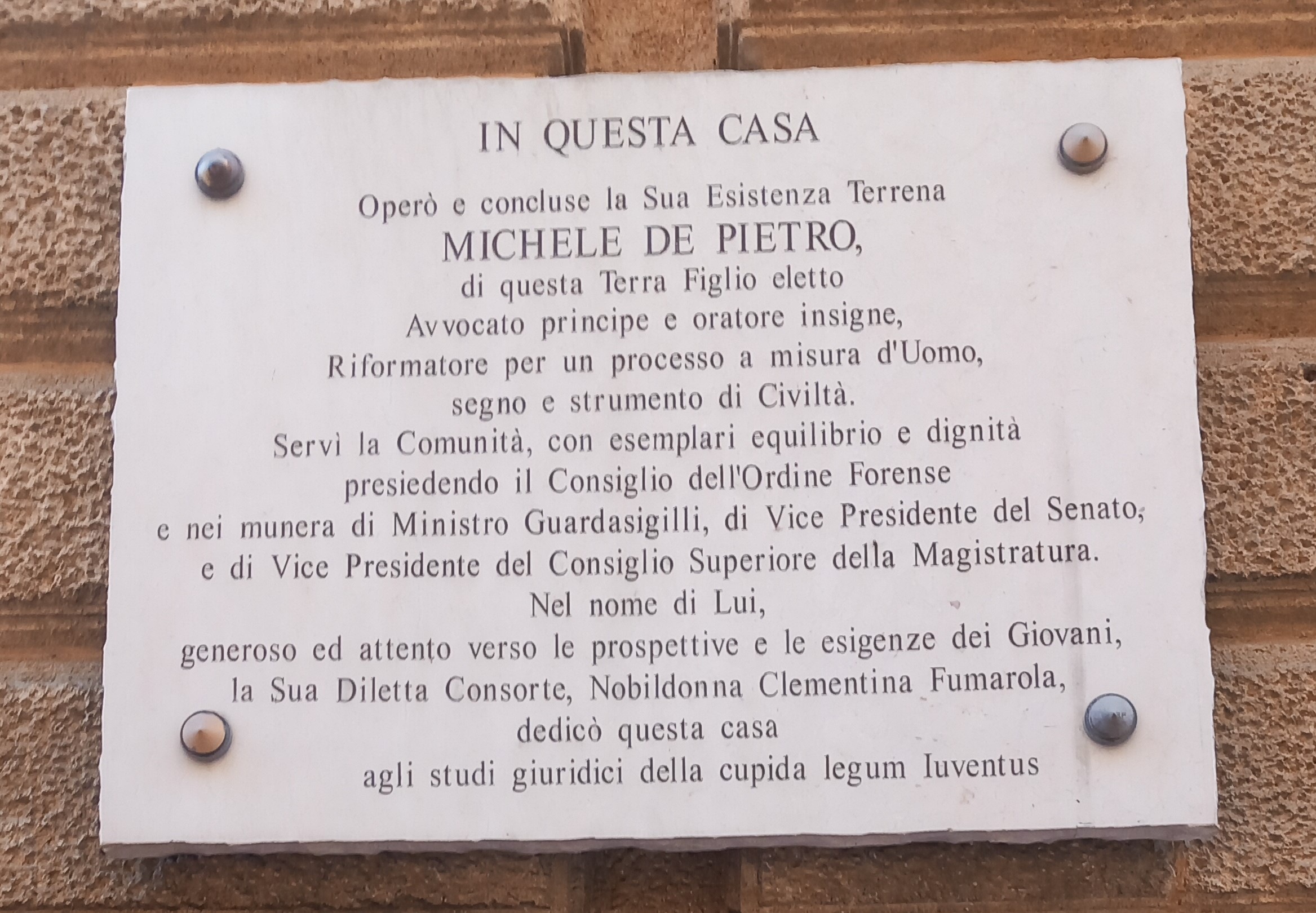
Lapide in via Umberto I a Lecce

Divenuto senatore nel 1948, fu confermato cinque anni dopo e ricoprì il ruolo di vicepresidente del Senato della Repubblica sino al 18 gennaio del 1954, allorché venne nominato Ministro di grazia e giustizia nel governo Fanfani I e successivamente nel governo Scelba fin al 16 luglio del 1955: in questa veste, pur mostrandosi contrario alle modifiche introdotte da Adone Zoli al regime carcerario, che provvide ad abolire con una sua circolare esortando i direttori delle carceri a trattare i detenuti con la massima severità, si adoperò per cancellare quelle parti del Codice Rocco che più si ispiravano alla filosofia repressiva del passato regime.
Nel 1958 si impegnò in una lunga battaglia parlamentare per l'attuazione del disposto della Costituzione relativo all'istituzione del Consiglio Superiore della Magistratura, ma nello stesso anno fu sconfitto alle elezioni per soli 147 voti. Tornò quindi alla carriera forense, in cui si distinse (fu tra gli avvocati difensori nel processo relativo al caso Montesi), al punto da divenire presidente dell'"Ordine degli Avvocati e dei Procuratori" presso la Corte d'Appello e il Tribunale di Lecce. Nel 1959 venne eletto dal Parlamento al primo Consiglio Superiore della Magistratura quale uno dei sette "membri laici", ed in seguito ricoprì la carica di Vice Presidente dello stesso organo.
Sposò la nobildonna Clementina Fumarola. Dal 1958 sino alla morte, ebbe la carica di presidente del Centro Nazionale di Prevenzione e di Difesa Sociale di Milano.